# Herrn Filip Collins Abenteuer
Herrn Filip Collins Abenteuer ist eine 1925 gedrehte, deutsche Stummfilm-Kriminalkomödie von Johannes Guter mit Georg Alexander und Ossi Oswalda in den Hauptrollen. Die Geschichte basiert auf einem Roman von Frank Heller.

## Handlung
Filip Collin arbeitet als Rechtsanwalt in London und gerät durch eine Intrige des schurkischen Schwindlers Austin Bateson in den Verdacht, eine Unterschlagung begangen zu haben. Der angebliche Hellseher Bateson, der schon so manchen gutgläubigen Kunden betrogen und ausgenommen hat, streute diesen Verdacht, weil er Collin schaden möchte. Denn der Anwalt interessiert sich für dieselbe wohlhabende Dame, die Reeder-Nichte Alice Walters, auf die auch schon Bateson ein Auge geworfen hat. Unerwartete Hilfe erhält Filip ausgerechnet von einem notorischen Langfinger namens Cuffler, dem „Präsidenten“ einer Genossenschaft der Diebe und zugleich Professor an einer „Akademie für Taschendiebstahl“. Ihm hatte einst der Verteidiger vor Gericht aus der Patsche geholfen. Gemeinsam entwerfen Collin und Cuffler einen Plan, wie sie Bateson das Handwerk legen und sich für seine gemeine Intrige an ihm rächen können …

## Produktionsnotizen
Der Film passierte die Zensur am 11. Dezember 1925 und besaß eine Länge von 2478 Metern, verteilt auf sechs Akte. Ein Jugendverbot wurde erteilt. Die Premiere von Herrn Filip Collins Abenteuer fand am 19. Februar 1926 in Berlins Gloria-Palast statt.
Rudi Feld gestaltete die Filmbauten.

## Kritiken
In Wiens Arbeiter-Zeitung war folgendes zu lesen: „Der Roman wurde für den Film natürlich abgeändert; es blieb aber dennoch eine Fülle amüsanter und witziger Motive übrig, von denen die „Akademie für Taschendiebstahl“ das ulkigste ist. Es hätte sich gewiß der eine oder andere Einfall noch besser auswerten, noch vertiefen lassen, wie auch Georg Alexander den Collin hätte spitzer, origineller spielen können. Zudem findet Ossi Oswalda in dem Film keine Rolle, die ihr liegt. Aber das gibt hier nicht den Ausschlag: wenn man von den „Stars“ ganz absieht, bleibt immer noch ein amüsanter Film, den Dr. Johannes Guter exakt inszenierte.“
Das Kino-Journal befand: „Ein Film solchen Inhalts und außerdem nach Fran Hellers origineller Idee, muß folgerichtig verblüffende Entwicklungen bieten, die auch das ewig Weibliche mit einbeziehen.“